# DDB2
DDB2 (англ. Damage specific DNA binding protein 2) – білок, який кодується однойменним геном, розташованим у людей на короткому плечі 11-ї хромосоми. Довжина поліпептидного ланцюга білка становить 427 амінокислот, а молекулярна маса — 47 864.
| 10         |  | 20         |  | 30         |  | 40         |  | 50         |
| ---------- |  | ---------- |  | ---------- |  | ---------- |  | ---------- |
| MAPKKRPETQ |  | KTSEIVLRPR |  | NKRSRSPLEL |  | EPEAKKLCAK |  | GSGPSRRCDS |
| DCLWVGLAGP |  | QILPPCRSIV |  | RTLHQHKLGR |  | ASWPSVQQGL |  | QQSFLHTLDS |
| YRILQKAAPF |  | DRRATSLAWH |  | PTHPSTVAVG |  | SKGGDIMLWN |  | FGIKDKPTFI |
| KGIGAGGSIT |  | GLKFNPLNTN |  | QFYASSMEGT |  | TRLQDFKGNI |  | LRVFASSDTI |
| NIWFCSLDVS |  | ASSRMVVTGD |  | NVGNVILLNM |  | DGKELWNLRM |  | HKKKVTHVAL |
| NPCCDWFLAT |  | ASVDQTVKIW |  | DLRQVRGKAS |  | FLYSLPHRHP |  | VNAACFSPDG |
| ARLLTTDQKS |  | EIRVYSASQW |  | DCPLGLIPHP |  | HRHFQHLTPI |  | KAAWHPRYNL |
| IVVGRYPDPN |  | FKSCTPYELR |  | TIDVFDGNSG |  | KMMCQLYDPE |  | SSGISSLNEF |
| NPMGDTLASA |  | MGYHILIWSQ |  | EEARTRK    |  |            |  |            |

A: Аланін

C: Цистеїн

D: Аспарагінова кислота

E: Глутамінова кислота

F: Фенілаланін

G: Гліцин

H: Гістидин

I: Ізолейцин

K: Лізин

L: Лейцин

M: Метіонін

N: Аспарагін

P: Пролін

Q: Глутамін

R: Аргінін

S: Серин

T: Треонін

V: Валін

W: Триптофан

Кодований геном білок за функцією належить до фосфопротеїнів. 
Задіяний у таких біологічних процесах, як пошкодження ДНК, репарація ДНК, убіквітинування білків, альтернативний сплайсинг. 
Білок має сайт для зв'язування з ДНК. 
Локалізований у ядрі.